# Rödnäbbad markgök
Rödnäbbad markgök (Neomorphus pucheranii) är en fågel i familjen gökar inom ordningen gökfåglar. Den förekommer i regnskog i Amazonområdet. Beståndet anses vara livskraftigt.

## Utseende och läte
Rödnäbbad markgök är en stor och långstjärtad gök. Den har en gulspetsad röd näbb och rött ansikte. Ovansidan är bronsgrön med kastanjebruna vingar och svart hjässa. Undersidan är mestadels grå med ett svart bröstband och svag tvärbandning på strupen. Den skiljs från rostbukig markgök genom röda näbben, röda ansiktet, helsvarta hjässan och det bruna på vingarna. Sången är ett mycket mörkt stigande "who?". Även högljutt näbbklapper kan höras.

## Utbredning och systematik
Rödnäbbad markgök förekommer i Amazonområdet i Sydamerika. Den delas in i två underarter med följande utbredning:
- Neomorphus pucheranii pucheranii – förekommer i Peru och i västra Brasilien (norr om Amazonfloden)
- Neomorphus pucheranii lepidophanes – förekommer i Peru och i Brasilien söder om Amazonfloden

## Levnadssätt
Rödnäbbad markgök hittas i regnskog där den som namnet avslöjar håller till på marken. Den påträffas sällan och är dåligt sedd. Störst chans att få syn på den är intill svärmande vandringsmyror.

## Status och hot
Arten har ett stort utbredningsområde, men tros minska i antal, dock inte tillräckligt kraftigt för att den ska betraktas som hotad. Internationella naturvårdsunionen IUCN listar arten som livskraftig (LC).

## Namn
Fågelns vetenskapliga artnamn hedrar Jacques Pucheran (1817-1894), fransk zoolog och upptäcktsresande.